# راب مک‌الهنی
راب مک‌الهنی (انگلیسی: Rob McElhenney؛ زاده ۱۴ آوریل ۱۹۷۷) بازیگر، کارگردان، تهیه‌کننده و فیلم‌نامه‌نویس اهل ایالات متحده آمریکا است که بیشتر برای ایفای نقش رونالد مک‌دونالد در مجموعه تلویزیونی کمدی فیلادلفیا همیشه آفتابی است (۲۰۰۵–اکنون) شناخته می‌شود. او همچنین یکی از سازندگان این مجموعه است و نویسندگی و کارگردانی قسمت‌های مختلفی را بر عهده داشته‌است. از دیگر نقش‌های برجسته او می‌توان به بازی در مجموعه تلویزیونی جستجوی افسانه‌ای (۲۰۲۰–اکنون) محصول اپل تی‌وی پلاس اشاره کرد. همچنین او یکی از سازندگان، نویسندگان و تهیه‌کنندگان مجموعه است.

## زندگی شخصی

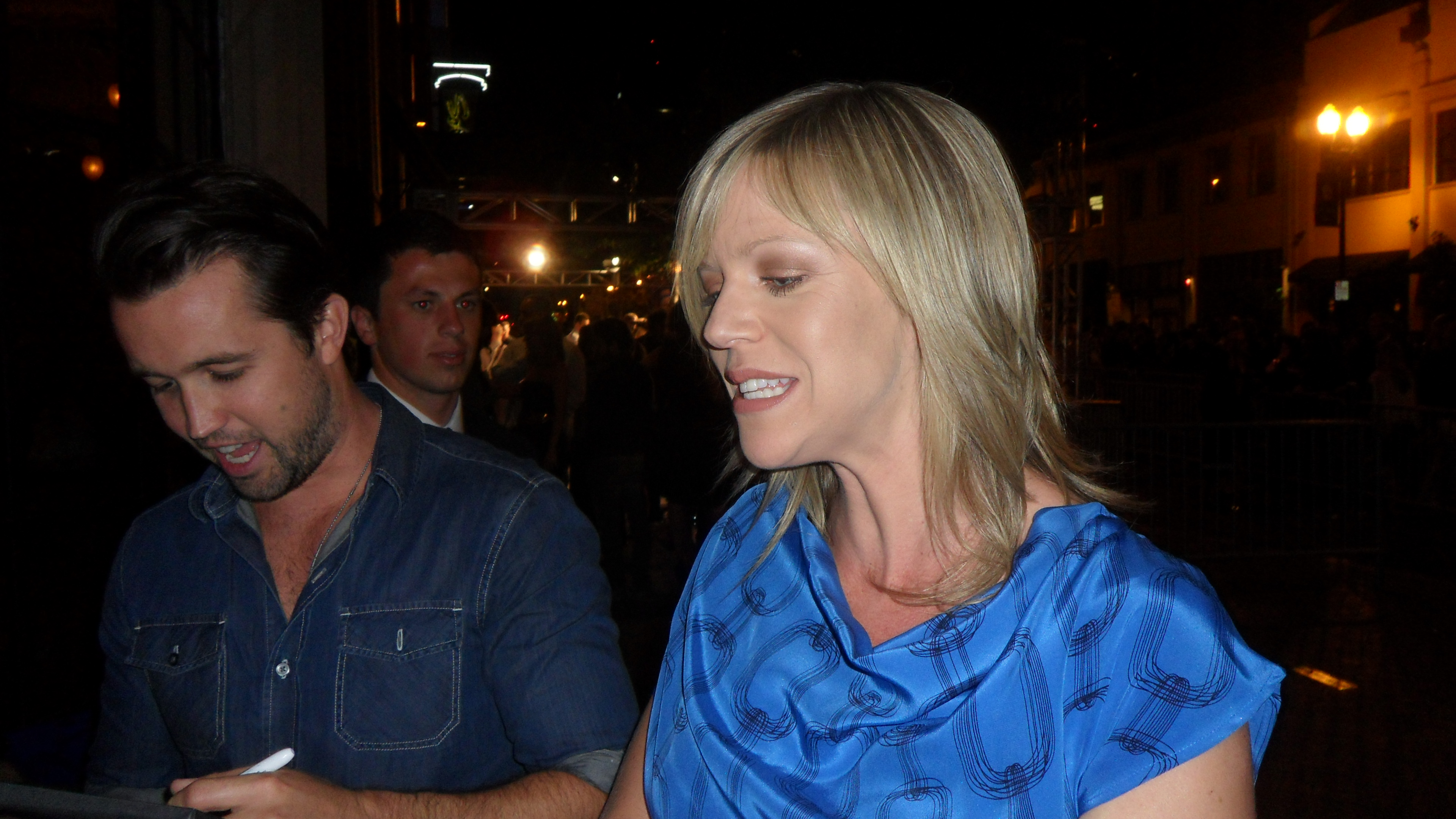
مک‌الهنی (چپ) و همسر و همکارش کیتلین اولسون در سال ۲۰۱۰

قبل از پخش مجموعه فیلادلفیا همیشه آفتابی است، مک‌الهنی کیتلین اولسون را برای ایفای یکی از شخصیت‌های اصلی انتخاب کرد. آن‌ها در طول فصل دوم سریال، به یکدیگر علاقه‌مند شدند و در ۲۷ سپتامبر ۲۰۰۸ در کالیفرنیا ازدواج کردند. اولین پسر این زوج، اکسل لی مک‌الهنی، در ۱ سپتامبر ۲۰۱۰ و دومین پسر آن‌ها، لئو گری مک‌الهنی، در ۵ آوریل ۲۰۱۲ به دنیا آمد.
راب مک‌الهنی، بزرگترین پسر عموی مارکوس مک‌الهنی، وکیل و مدال‌آور المپیک است.
در سال ۲۰۲۰، مک‌الهنی و رایان رینولدز، باشگاه فوتبال رکسهام را خریداری کردند.

## فیلم‌شناسی

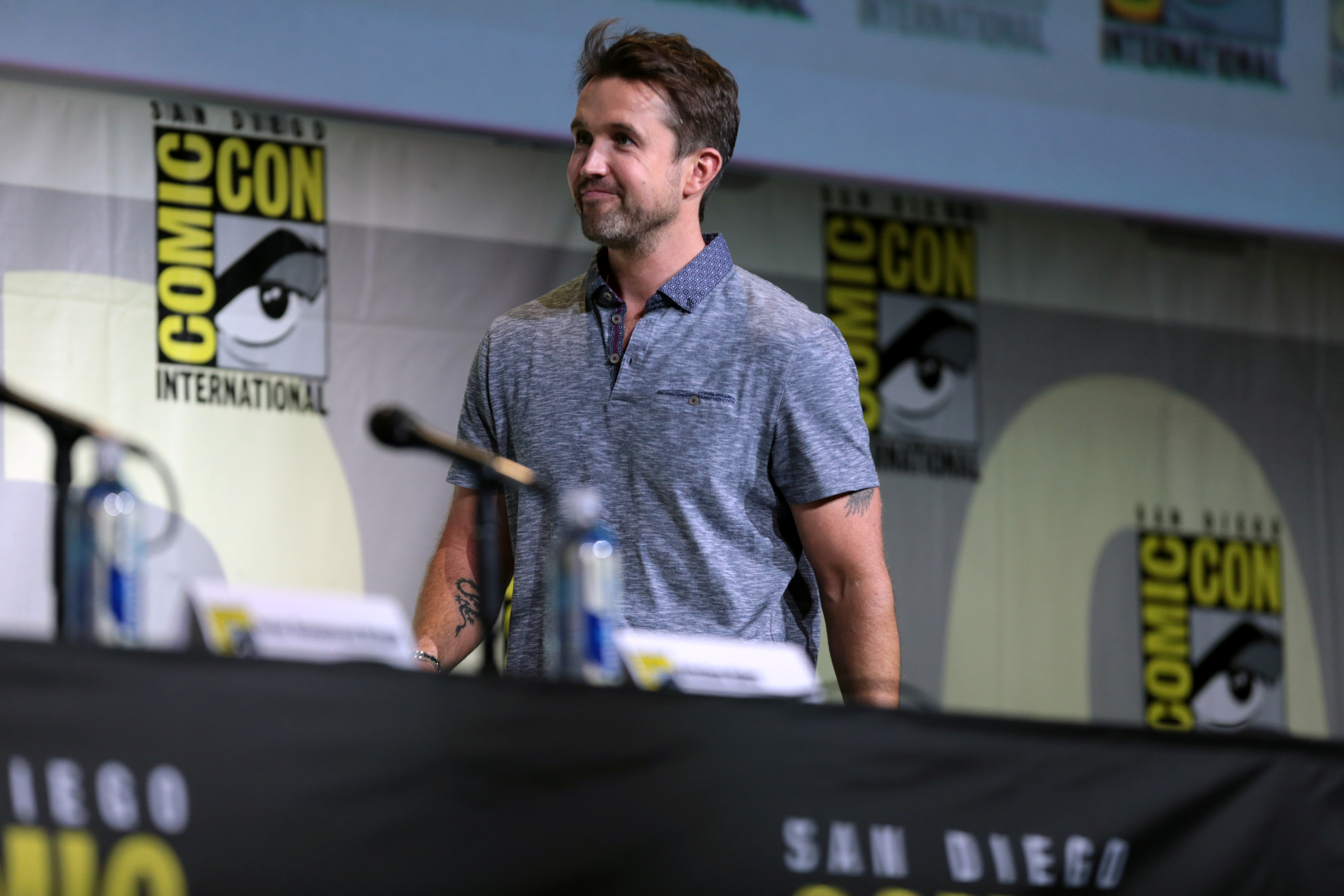
مک‌الهنی در کامیک-کان سن دیگو، سال ۲۰۱۶

### سینما
| سال  | عنوان                      | نقش        | یادداشت |
| ---- | -------------------------- | ---------- | ------- |
| ۱۹۹۷ | متعلق به شیطان             | کوین       |         |
| ۱۹۹۸ | فعالیت مدنی                | نوجوان     |         |
| ۲۰۰۰ | پسران شگفت‌انگیز            | دانش‌آموز   |         |
| ۲۰۰۱ | سیزده گفتگو در مورد یک چیز | کریس هموند |         |
| ۲۰۰۳ | آخرالزمان                  | هارمون     |         |

### تلویزیون
| سال        | عنوان                      | نقش             | یادداشت                                             |
| ---------- | -------------------------- | --------------- | --------------------------------------------------- |
| ۱۹۹۷       | نظم و قانون                | جویی تیمون      |                                                     |
| ۲۰۰۴       | بخش فوریت‌های پزشکی         | اندی فش         |                                                     |
| ۲۰۰۵–اکنون | فیلادلفیا همیشه آفتابی است | رونالد مک‌دونالد | همچنین سازنده، نویسنده، تهیه‌کننده و کارگردان        |
| ۲۰۱۰، ۲۰۰۷ | لاست                       | آلدو            |                                                     |
| ۲۰۱۷       | فارگو                      | اسکار هانت      |                                                     |
| ۲۰۱۹       | بازی تاج‌وتخت               | سرباز           | قسمت: "وینترفل"                                     |
| ۲۰۲۰–اکنون | جستجوی افسانه‌ای            | ایان گریم       | همچنین سازنده، نویسنده، کارگردان و تهیه‌کننده اجرایی |

### موزیک ویدئو
| سال  | هنرمند       | عنوان       | نقش  |
| ---- | ------------ | ----------- | ---- |
| ۲۰۲۱ | ایمجین درگنز | دنبالت میام | خودش |